# لائوئنبورگ
شهر لائوئِنبورگ (به آلمانی: Lauenburg) در ایالت اشلسویگ-هل‌اشتاین در کشور آلمان واقع شده‌است.